# Reza Yazdani
Reza Yazdani (* 25. August 1984 in Dschuybar, Provinz Mazandaran) ist ein iranischer Ringer.  Er wurde 2011 und 2013 Weltmeister im freien Stil im Halbschwergewicht.

## Werdegang
Reza Mohammad Ali Yazdani begann im Jahre 1995 als Jugendlicher mit dem Ringen. Er konzentrierte sich dabei auf den freien Stil. Er ist Mitglied des Sportclubs Reja Kohikhil und wird seit 1996 von M. Esmaelpour trainiert. Er ist bei einer Größe von 1,75 Metern ein für seine Gewichtsklasse relativ kleiner Ringer, der dafür mit einer unbändigen Kraft ausgestattet ist.
Im Jahre 2004 gewann Reza Yazdani seine erste Medaille bei einer internationalen Meisterschaft. Er kam bei der asiatischen Junioren-Meisterschaft in Alma-Ata im Weltergewicht auf den 3. Platz. 2006 nahm er erstmals an einer internationalen Meisterschaft bei den Senioren, der Weltmeisterschaft in Guangzhou teil. Er startete dort im Mittelgewicht. Nach einem Sieg über den Südafrikaner Coenraad de Villiers verlor er dort in seinem zweiten Kampf gegen den mehrfachen Weltmeister Saschid Saschidow aus Russland, erkämpfte sich aber danach in der Trostrunde mit Siegen über Travis Cross, Kanada, Radosław Horbik, Polen und Taras Danko, Ukraine noch eine WM-Bronzemedaille. Im Dezember des gleichen Jahres siegte er dann noch bei den Asien-Spielen in Doha im Mittelgewicht vor Sajurbek Sochijew aus Usbekistan.
Im Jahre 2007 erkämpfte sich Reza Yazdani bei der Weltmeisterschaft in Baku im Mittelgewicht erneut eine WM-Bronzemedaille. Dabei siegte er über Wadim Lalijew, Armenien, Naurus Srapilewitsch Temresow, Aserbaidschan, Roylandy Zuniga Herrera, Kuba und Travis Cross. Im Halbfinale unterlag er gegen Georgi Ketojew aus Russland und im Kampf um die Bronzemedaille besiegte er Joe E. Williams aus den Vereinigten Staaten.
Bei den Olympischen Spielen 2008 in Peking enttäuschte Reza Yazdani, denn er verlor nach einem gewonnenen Kampf gegen Naurus Srapilewitsch Temresow. Da dieser das Finale nicht erreichte, schied er aus und kam nur auf den 11. Platz.
In den Jahren 2009 und 2010 wurde er bei der Weltmeisterschaft nicht eingesetzt. 2010 wechselte er dann vom Mittel- in das Halbschwergewicht. In diesem siegte er im Mai in New Delhi bei den Asien-Meisterschaften und im November in Guangzhou bei den Asien-Spielen.
Den größten Erfolg in seiner bisherigen Laufbahn feierte Reza Yazdani dann bei der Weltmeisterschaft in Istanbul. Er besiegte dort im Halbschwergewicht Eder Villanueva Gonzalez aus Spanien, Gergely Kiss aus Ungarn, Ruslan Schejchau aus Belarus und Sinivie Boltic aus Nigeria. Im Finale stand er dann praktisch in der Höhle des Löwen dem türkischen Hoffnungsträger Serhat Balci gegenüber. Es gelang ihm dabei diesen Ringer mit 2:1 Runden (4:0, 0:1, 1:0 Punkte) zu besiegen und Weltmeister zu werden.
Reza Yazdani war auch bei den Olympischen Spielen 2012 in London am Start. Er besiegte dort Abdussalam Gadissow, Russland und Magomed Musajew, Kirgisistan, erlitt dann aber im Kampf gegen Waleri Andriizew eine Knieverletzung und verlor. Da dieser das Finale erreichte, konnte er in der Trostrunde weiterringen, in der er aber gegen Chetag Gasjumow verlor und deshalb nur den 5. Platz belegte.
Nach der Enttäuschung von London war Reza Yazdani bei der Weltmeisterschaft 2013 in Budapest wieder in hervorragender Form und holte sich mit Siegen über Iwan Jankowski, Belarus, Manjot Sandhu, Kanada, Dato Keraschwili, Georgien, Pawlo Oleinik, Ukraine und Chetag Gasjumow seinen zweiten Weltmeistertitel.
Im März 2014 vertrat Reza Yazdani sein Land beim Mannschafts-Welt-Cup in Los Angeles, der vom Iran auch gewonnen wurde. Er kam dabei in der neuen Gewichtsklasse bis 97 kg zu Siegen über J.D. Bergman aus den Vereinigten Staaten, Wiktor Kasischwili aus Armenien und Juri Belonowski aus Russland. Bei der Weltmeisterschaft 2014 in Taschkent konnte er seinen Weltmeistertitel nicht verteidigen. Er kam in Taschkent zunächst zu Siegen über Sumit Sumit aus Indien und Magomed Musajew, Kirgisistan, unterlag aber im Viertelfinale dem türkischen Neuling Samil Erdogan klar nach Punkten. Da dieser das Finale nicht erreichte, musste er ausscheiden und kam nur auf den 9. Platz. Ein kleines Trostpflaster war für ihn dann der Sieg bei den Asienspielen 2014 in Inchenon/Südkorea. Er besiegte dort Dordschchandyn Chuderbulga, Mongolei, Zoon Chanuk, Südkorea und Magomed Musajew, Kirgisistan.
2015 kam Reza Yazdani auch beim Team-Welt-Cup im freien Stil in Los Angeles in der Gewichtsklasse bis 97 kg zum Einsatz. Er bestritt dort zwei Kämpfe: gegen Iwan Jankowski aus Belarus gewann er und gegen Scharif Scharifow aus Aserbaidschan unterlag er.
Im Februar 2016 wurde Reza Yazdani in Bangkok in der Gewichtsklasse bis 97 kg Asienmeister. Er besiegte dabei im Finale Magomed Musajew. Bei den Olympischen Spielen 2016 in Rio de Janeiro enttäuschte er jedoch wieder. Er siegte dort über Ibragim Bolükbasi aus der Türkei, verlor aber gegen Chetag Gasjumow aus Aserbaidschan. Da dieser das Finale erreichte, konnte er in der Trostrunde weiterringen und kam dort zunächst zu einem Sieg über Radoslaw Baran aus Polen, verlor aber danach gegen Magomed Ibragimow aus Usbekistan und verpasste mit einem 7. Platz klar die Medaillenränge.
Nachdem Reza Yazdani zwei Jahre lang auf der internationalen Ringermatte nicht zu sehen war, startete er 2019 ein Comeback. Dabei gelang ihm im April dieses Jahres im chinesischen Xi’an in der Gewichtsklasse bis 97 kg wieder der Titelgewinn. Im Finale besiegte er dabei Batzul Ulziisaichan aus der Mongolei.

## Internationale Erfolge
| Jahr | Platz | Wettbewerb                                      | Gewichtsklasse | Ergebnisse |
| 2004 | 3.    | Asiatische Junioren-Meisterschaft in Alma-Ata   | Welter         | hinter Kaisar Boranbajew, Kasachstan und Samatbek Tolubajew, Kirgisistan |
| 2006 | 3.    | Welt-Cup in Sari                                | Mittel         | hinter Georgi Ketojew, Russland und Oleg Durachenko, Ukraine |
| 2006 | 1.    | Golden-Grand-Prix in Baku                       | Mittel         | vor Taras Danko, Ukraine, Muhammed Lawal, USA und Naurus Srapilewitsch Temresow, Russland |
| 2006 | 3.    | WM in Guangzhou                                 | Mittel         | nach einem Sieg über Coenraad de Villiers, Südafrika, einer Niederlage gegen Saschid Saschidow, Russland und Siegen über Travis Cross, Kanada, Radosław Horbik, Polen und Taras Danko                                  |
| 2006 | 1.    | Asien-Spiele in Doha                            | Mittel         | vor Sajurbek Sochijew, Usbekistan, Noh Je-hyung, Südkorea und Magomed Kurugliew, Kasachstan |
| 2007 | 3.    | Welt-Cup in Krasnojarsk                         | Mittel         | hinter Georgi Ketojew und Alik Musajew, Ukraine |
| 2007 | 3.    | WM in Baku                                      | Mittel         | nach Siegen über Wadim Lalijew, Armenien, Naurus Srapilewitsch Temresow, Aserbaidschan, Roylandy Zuniga Herrera, Kuba und Travis Cross, einer Niederlage gegen Georgi Ketojew und einem Sieg über Joe E. Williams, USA |
| 2008 | 1.    | Golden-Grand-Prix in Baku                       | Mittel         | vor Nikoloz Gagnidse, Georgien, Haci Alidjanow, Aserbaidschan und Scharif Scharifow, Aserbaidschan |
| 2008 | 11.   | OS in Peking                                    | Mittel         | nach einem Sieg über Radosław Horbik und einer Niederlage gegen Naurus Srapilewitsch Temresow |
| 2009 | 2.    | Welt-Cup in Teheran                             | Mittel         | hinter Naurus Srapilewitsch Temresow, vor Dimitri Kirilow, Russland und Umidjon Ismanow, Usbekistan |
| 2010 | 2.    | Welt-Cup in Moskau                              | Halbschwer     | hinter Chetag Gasjumow, Aserbaidschan, vor Georgi Ketojew und Pawel Oleinik, Ukraine |
| 2010 | 1.    | Takhti-Cup in Esfahan                           | Halbschwer     | vor Yasar Ghorbani, Iran, Edgar Jenokjan, Armenien und Jafar Daliri, Iran |
| 2010 | 1.    | Asien-Meisterschaft in New Delhi                | Halbschwer     | vor Nurschan Katajew, Kasachstan, Takao Isokawa, Japan und Kim Jae-gang, Südkorea |
| 2010 | 1.    | Asien-Spiele in Guangzhou                       | Halbschwer     | vor Kurban Kurbanow, Usbekistan, Takao Isokawa und Mansam Chatri, Indien |
| 2011 | 6.    | Welt-Cup in Machatschkala                       | Halbschwer     | nach Siegen über Aslanbek Alborow, Aserbaidschan, Dachi Keraschwili, Georgien und Eduardo Mesa Rabi, Kuba und einer Niederlage gegen Georgi Ketojew                                                                    |
| 2011 | 1.    | WM in Istanbul                                  | Halbschwer     | nach Siegen über Eder Villanueva Gonzalez, Spanien, Gergely Kiss, Ungarn, Ruslan Schejchau, Belarus, Sinivie Boltic, Nigeria und Serhat Balci, Türkei                                                                  |
| 2012 | 3.    | Welt-Cup in Baku                                | Halbschwer     | hinter Elisbar Odikadse, Georgien und Chetag Gasjumow, vor Georgi Sredkow, Bulgarien und Marat Ibragimow, Russland |
| 2012 | 1.    | Großer Preis von Spanien in Madrid              | Halbschwer     | vor Iwan Jankowski, Belarus und Muren Mutlu, Türkei |
| 2012 | 5.    | OS in London                                    | Halbschwer     | nach Siegen über Abdussalam Gadissow, Russland und Magomed Musajew, Kirgisistan und Niederlagen gegen Waleri Andriizew, Ukraine und Chetag Gasjumow                                                                    |
| 2013 | 1.    | WM in Budapest                                  | Halbschwer     | nach Siegen über Iwan Jankowski, Belarus, Manjot Sandhu, Kanada, Dato Keraschwili, Georgien, Pawlo Oleinik, Ukraine und Chetag Gasjumow                                                                                |
| 2014 | 9.    | WM in Taschkent                                 | bis 97 kg      | nach Siegen über Sumit Sumit, Indien und Magomed Musajew, Kirgisistan und einer Niederlage gegen Samil Erdogan, Türkei                                                                                                 |
| 2014 | 1.    | Asienspiele in Incheon                          | bis 97 kg      | nach Siegen über Chuderbulga Dorjchand, Mongolei, Yoon Chan-uk, Südkorea und Magomed Musajew |
| 2016 | 1.    | Takhti-Cup in Teheran                           | bis 97 kg      | vor Amir Mohammadi, Esmail Nejatian und Hassan Rahimi, alle Iran |
| 2016 | 1.    | Asienmeisterschaft in Bangkok                   | bis 97 kg      | nach Siegen über Muhammad Bin Haron, Singapur, Suchrobjon Muchramow, Usbekistan, Chuderbulga Dorjchand und Magomed Musajew                                                                                             |
| 2016 | 7.    | OS in Rio de Janeiro                            | bis 97 kg      | nach einem Sieg über Ibragim Bolükbasi, Türkei, einer Niederlage gegen Chetag Gasjumow, Aserbaidschan, einem Sieg über Radoslaw Baran, Polen und einer Niederlage gegen Magomed Ibragimow, Usbekistan                  |
| 2019 | 3.    | "Dan-Kolow" & "Nikola-Petrow"-Memorial in Russe | bis 97 kg      | hinter Kyle Snyder, USA und Waleri Andriizew, Ukraine |
| 2019 | 1.    | Asienmeisterschaft 2019 in Xi’an (China)        | bis 97 kg      | nach Siegen über Selimmuhammet Muhadschijew, Turkmenistan, Magomed Musajew, Alisher Yergali, Kasachstan und Batzul Ulziisaichan, Mongolei                                                                              |

Erläuterungen
- alle Wettkämpfe im freien Stil
- OS = Olympische Spiele, WM = Weltmeisterschaft
- Gewichtsklassen: Weltergewicht bis 74 kg, Mittelgewicht bis 84 kg und Halbschwergewicht bis 96 kg Körpergewicht (bis 31. Dezember 2013); seit 1. Januar 2014 gilt eine neue Gewichtklasseneinteilung durch den Ringer-Weltverband FILA